# Casa Vincke
La casa Vincke és un edifici de Palamós (Baix Empordà) inclòs a l'Inventari del Patrimoni Arquitectònic de Catalunya. És una torre amb jardí que ocupa l'espai d'una illa de l'eixample, limita als carrer: Lòpez Puigcerver (façana), President Macià, Enric Vincke i Avió.

## Descripció
L'edifici consta de tres plantes. La primera està dividida en tres cossos, als extrems dos grans finestrals i al centre un porxo amb l'entrada principal, dividits per columnes estriades amb capitell decorat amb fulles d'acant. Un fris, profusament decorat, el separa del segon. Aquest consta de 6 finestrals d'arc de mig punt sostinguts per parelles de columnes molt estilitzades, els intercolumnis laterals estan decorats amb un relleu. Els carcanyols dels arcs també tenen un relleu de motiu vegetal. Com a remat hi ha un ràfec sostingut per 14 mènsules aparellades sobre l'eix de les columnes. El tercer pis, amb terrassa, és un afegit posterior. A l'interior cal remarcar els impressionants artesanats de cassetons de fusta recoberts de guix, diferents a cada habitació.

## Història
La casa data de finals del segle xix i fou construïda per un mestre d'obres de Palamós. Posteriorment s'afegeix el tercer pis destinat a les habitacions del servei, que altera substancialment la composició arquitectònica. Després de la guerra civil l'industrial comprà la casa (1940), ja que la seva havia estat destruïda en un bombardeig. S'ha conservat tal com era, l'únic que s'ha modificat és l'enrajolat del paviment. Tant la casa, recentment pintada, com el jardí estan molt ben cuidats.
El Pla General dissenyat l'any 1984 preveia l'expropiació de l'edifici per fer-hi serveis municipals. Actualment allotja un hotel.